# Finestre sull'Arte
Finestre sull'Arte est un journal consacré à l'art ancien et à l'art contemporain ainsi qu'aux politiques culturelles. Il s'agit du seul magazine d'art italien à offrir un accès par abonnement à ses archives. Il publie en moyenne dix articles par jour, incluant des critiques, des analyses, des articles d'opinion et des informations sur des expositions et des événements, visant à être un outil à la fois pour la diffusion générale et spécialisée du savoir artistique. Depuis 2024, les articles sont également publiés en anglais, français, allemand et espagnol.

## Histoire
Finestre sull’Arte a été fondé en 2009 par les journalistes Federico Giannini et Ilaria Baratta, initialement sous forme de podcast sur l'histoire de l'art. En 2012, il a été transformé en blog. En 2015, il a remporté le prix Silvia Dell'Orso pour son travail de vulgarisation historique et artistique.
En juin 2017, Finestre sull’Arte a été relancé en tant que journal enregistré. Depuis 2018, il publie un magazine trimestriel de 178 pages, disponible sur abonnement. En 2022, l'édition imprimée est également distribuée dans les librairies des Galeries des Offices à Florence et du MAXXI à Rome.
En 2019, Finestre sull’Arte a participé à "Matera 2019: l’Open Future delle imprese italiane", une initiative promue par Confindustria, qui a réuni cinquante entreprises italiennes à Matera, Capitale européenne de la culture 2019, sélectionnées pour leur capacité à promouvoir la beauté, l'équilibre et la technologie.
En 2021, le journal a été partenaire média de l'exposition "Il Corpo e l'Anima, da Donatello a Michelangelo. Scultura italiana del Rinascimento" au Château des Sforza à Milan. La même année, il a été également partenaire média du cours en ligne "L’Arte è Vita" dirigé par Alessandra Montalbetti pour la Collection Peggy Guggenheim ; en 2022, il a collaboré à l'exposition "Caroto e le arti tra Mantegna e Veronese" à Vérone au Palais de la Gran Guardia.
En 2023, Finestre sull’Arte a été partenaire média de plusieurs expositions, dont "Morandi 1890-1964" à Milan au Palais Royal, "Bertozzi & Casoni. Tranche de vie" à Imola dans les trois musées publics de la ville, et "I Fasti di Elisabetta Farnese. Ritratto di una Regina." dans la chapelle ducale du Palais Farnèse.
En 2023, le journal a produit et réalisé la web-série "Pillole di Perugino". Ce projet, auquel a participé l'historien de l'art et vulgarisateur Jacopo Veneziani, s'inscrit dans le cadre des initiatives visant à diffuser la connaissance de la figure et de l'œuvre de Pérugin. Le projet "Pillole di Perugino" a été sélectionné par le comité organisateur des célébrations du cinquième centenaire de la mort du peintre Pietro Vannucci, dit "le Pérugin", créé en 2022 par le Ministère de la culture.
En 2021, Daniele Rocca et Federico Giannini ont réalisé le documentaire Le Mani dell’Arte, diffusé sur Rai 5 dans le cadre du programme Art Night.

## Collaborateurs et contributeurs
Au fil des ans, de nombreux historiens, critiques et conservateurs nationaux et internationaux ont collaboré avec Finestre sull'Arte, parmi lesquels Vittorio Sgarbi, Hans-Ulrich Obrist, Tiziano Scarpa, Jacopo Veneziani, Giuseppe Adani, Lorenzo Balbi, Renato Barilli, Fabio Cavallucci, Maurizio Cecchetti, Vittoria Coen, Michele Cuppone, Enrico Maria Dal Pozzolo, Sandro Debono, Fabrizio Federici, Antonio Lampis, Camillo Manzitti, Luca Rossi, Maurizio Vanni et Bruno Zanardi.

## Contenus et rubriques
Le magazine se distingue par ses rubriques :
- Œuvres et Artistes : Articles approfondis sur des œuvres d'art et des artistes anciens et contemporains
- Critiques d'expositions : Lectures critiques des expositions organisées dans tout le pays
- Carnets de Voyage (depuis 2020) : Articles sur des lieux moins connus et des joyaux du patrimoine culturel[2]
- Collections de Design (depuis 2023) : Articles sur le design et l'habitat contemporain[3]

## Prix et distinctions
- Prix Silvia Dell'Orso[4] (2015) : Meilleur projet italien de vulgarisation historique et artistique.
- Participation à Matera 2019 : l’Open Future delle imprese italiane"[5].

## Partenariats médiatiques et collaborations
- Partenaire média de plusieurs expositions, dont "Il Corpo e l'Anima, da Donatello a Michelangelo" (2021)[6]
- Partenaire média du cours en ligne "L’Arte è Vita" (2021)[7]
- Partenaire média de l'exposition "Caroto e le arti tra Mantegna e Veronese" (2022)[8]
- Partenaire média de l'exposition "Morandi 1890-1964" (2023)[9]
- Partenaire média de l'exposition "Bertozzi & Casoni. Tranche de vie" (2023)[10]
- Partenaire média de l'exposition "I Fasti di Elisabetta Farnese. Ritratto di una Regina" (2023)[11]

## Productions
- Web-série Pillole di Perugino (2023) : Projet de vulgarisation sur la figure et l'œuvre de Pérugin[12]
- Documentaire RAI Le Mani dell’Arte (2021) : Diffusé sur Rai 5 dans le cadre du programme Art Night[13]